# Iván Velasco
Iván Velasco Murillo (Arrasate, 7 februari 1980) is een Spaans voormalig wielrenner van Baskische afkomst. Hij was beroepsrenner tussen 2006 en 2014.

## Carrière
Iván Velasco reed eerst voor Orbea, dat als kweekvijver fungeert voor de Baskische Pro Tour-ploeg Euskaltel. In 2007 vertrok hij al naar de Baskische ProTour-ploeg. Hij heeft geen overwinningen op zijn palmares staan.
In 2007 nam Velasco deel aan de Ronde van Italië, in zijn debuut-Giro eindigde hij als 76e, met als hoogste notering de 22e plek in de derde rit. 

## Resultaten in voornaamste wedstrijden
| Jaar | Ronde van Italië | Ronde van Frankrijk | Ronde van Spanje |
| ---- | ---------------- | ------------------- | ---------------- |
| 2007 | 76e              |                     |                  |
| 2008 | 54e              |                     | 51e              |
| 2009 |                  |                     |                  |
| 2010 |                  | 62e                 |                  |
| 2011 |                  | opgave              |                  |
| 2012 | uitgesloten      |                     | 26e              |
| 2013 |                  |                     | opgave           |

| Jaar | Milaan-San Remo | Amstel Gold Race | Ronde van Lombardije |
| ---- | --------------- | ---------------- | -------------------- |
| 2007 |                 |                  |                      |
| 2008 |                 |                  | 42e                  |
| 2009 | 122e            |                  | 54e                  |
| 2010 |                 | 69e              |                      |
| 2011 | 130e            | 60e              |                      |